# Fontaine Saint-Sulpice
La fontaine Saint-Sulpice, est située place Saint-Sulpice, sur le parvis de l'église qui lui donne son nom, dans le 6e arrondissement de Paris.
Elle est parfois appelée fontaine des orateurs sacrés et est aussi malicieusement appelée fontaine des quatre point(s) cardinaux car elle est ornée de quatre statues d'évêques catholiques, de célèbres prédicateurs de l'époque de Louis XIV, mais qui n'ont jamais été nommés cardinaux. Or les faces de la fontaine sont à peu près alignées sur les points cardinaux.

## Construction
La fontaine est érigée de 1843 à 1848 par l'architecte Louis Visconti (1791–1853) et l'entrepreneur Antoine Vivenel (1799-1862), elle occupe le centre de la place qui, à l'origine, selon les plans de Giovanni Niccolo Servandoni, devait répondre à un projet urbanistique qui ne sera pas mené à terme. À une extrémité de la place, se trouvait la fontaine de la Paix, édifiée en 1807, qui dut être déplacée en 1824 à cause de ce projet.

## Description
C'est une fontaine monumentale de dimensions imposantes. Sur un soubassement constitué de trois bassins octogonaux disposés en pyramide dont le premier a environ 10 mètres de largeur, s'élève un édicule massif de base carrée achevé par un toit en baldaquin portant un épi de faîtage cruciforme. Le tout atteint la hauteur d'environ 12 mètres. Chacune des faces de l'édicule, surmontée d'un fronton abritant des armoiries épiscopales, est entourée de pilastres et abrite une niche où se trouvent les statues, plus grandes que nature, des évêques assis. Le second bassin est décoré de quatre lions tenant entre leurs pattes les armoiries de Paris, les angles du troisième bassin portent quatre vasques d'où s'écoule l'eau. L'ensemble est traité dans un style renaissance, et, avec ses cascades d'eau formées par les deux bassins supérieurs à débordement, la fontaine offre un bel ensemble, équilibré et attractif.
Les quatre évêques représentés furent des orateurs remarqués à l'époque de Louis XIV :
- Jacques-Bénigne Bossuet (1627-1704), évêque de Meaux, statue par Jean-Jacques Feuchère, face Nord ;
- François de Salignac de La Mothe-Fénelon dit Fénelon  (1651-1715), archevêque de Cambrai, statue par François Lanno, face Est ;
- Esprit Fléchier (1632-1710), évêque de Lavaur  et de Nîmes, statue par Louis Desprez, face Ouest ;
- Jean-Baptiste Massillon (1663-1742), évêque de Clermont-Ferrand, statue par Jacques-Auguste Fauginet, face Sud.

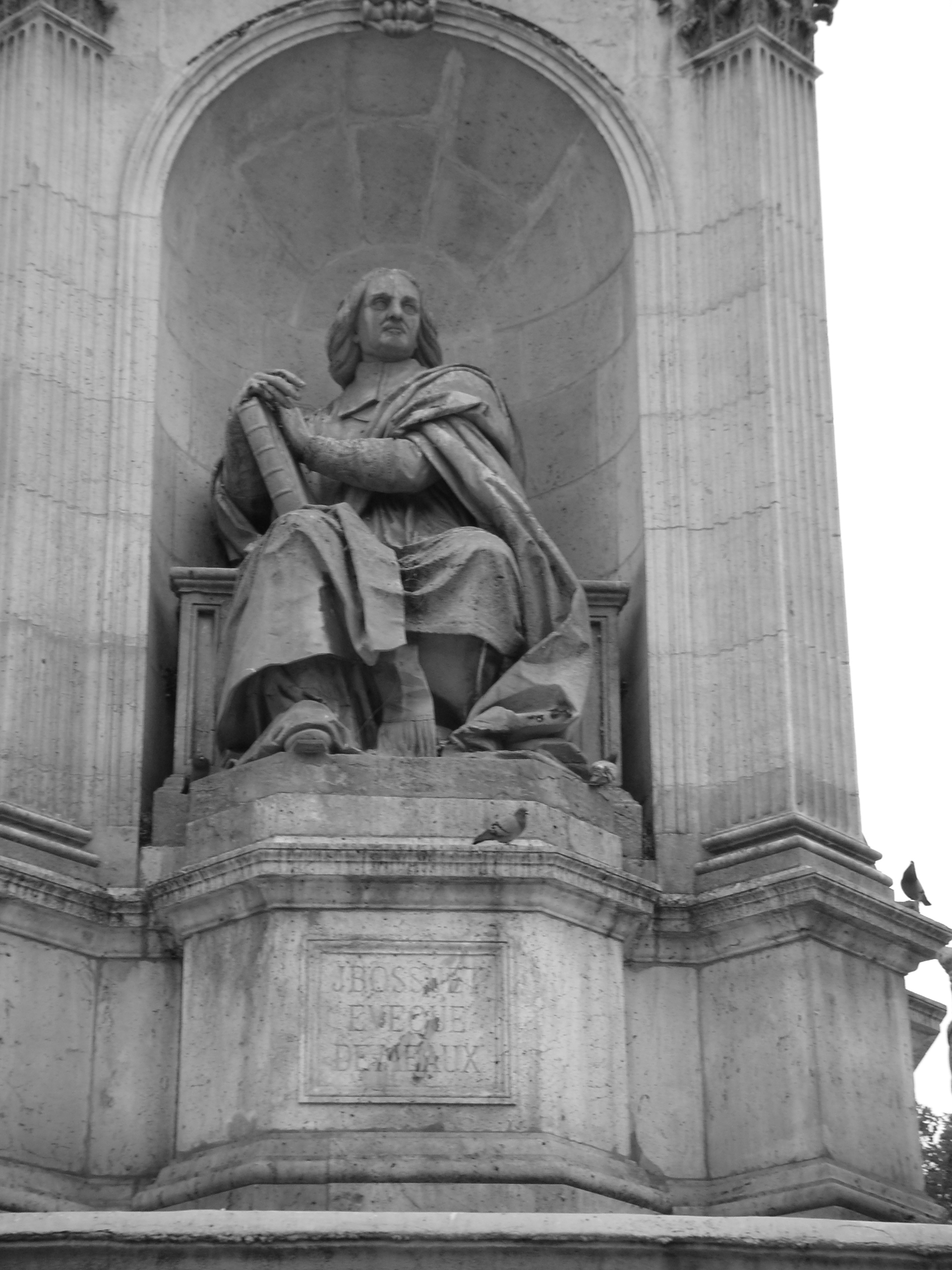
Bossuet.
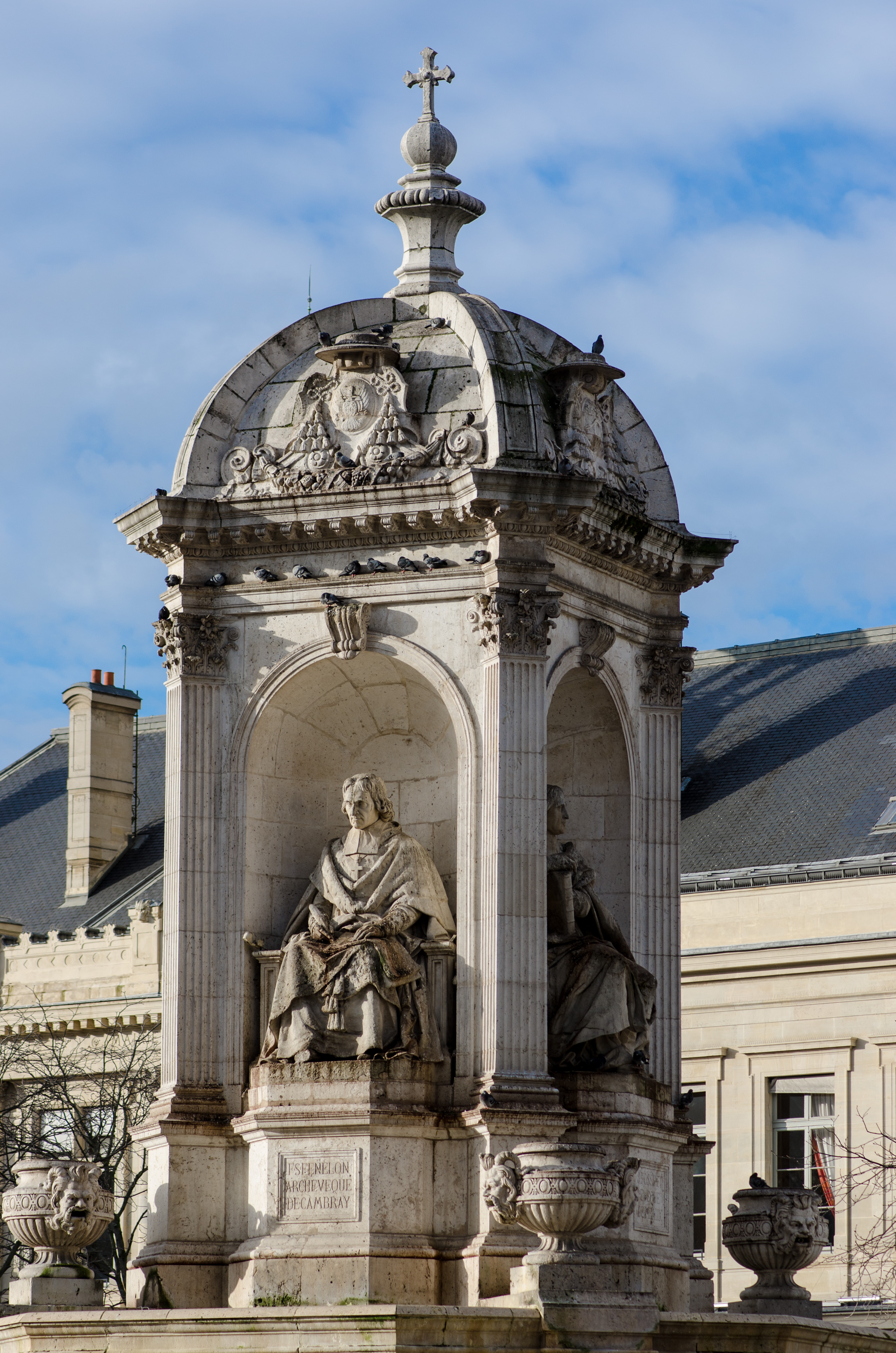
Fénelon.
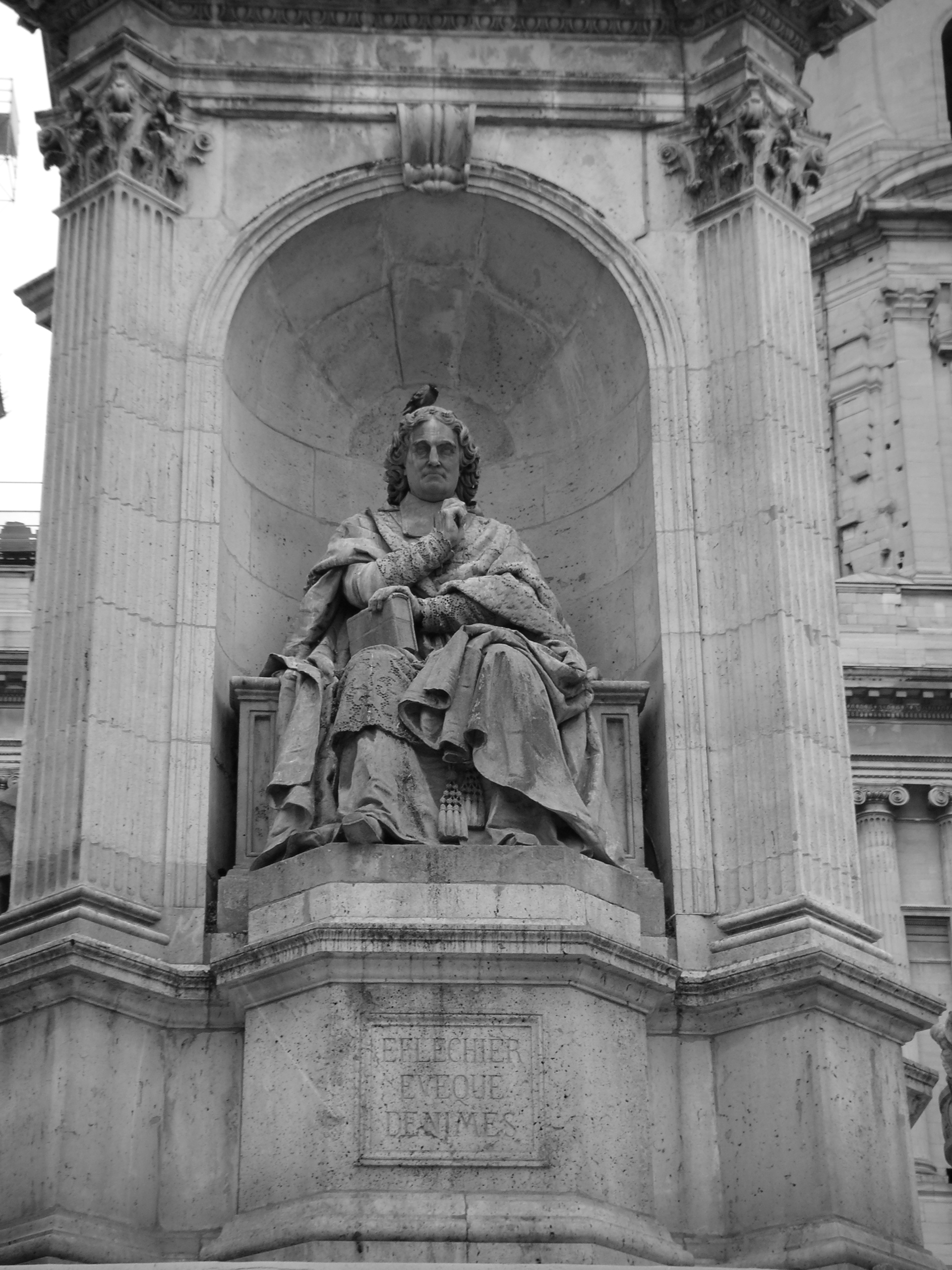
Fléchier.
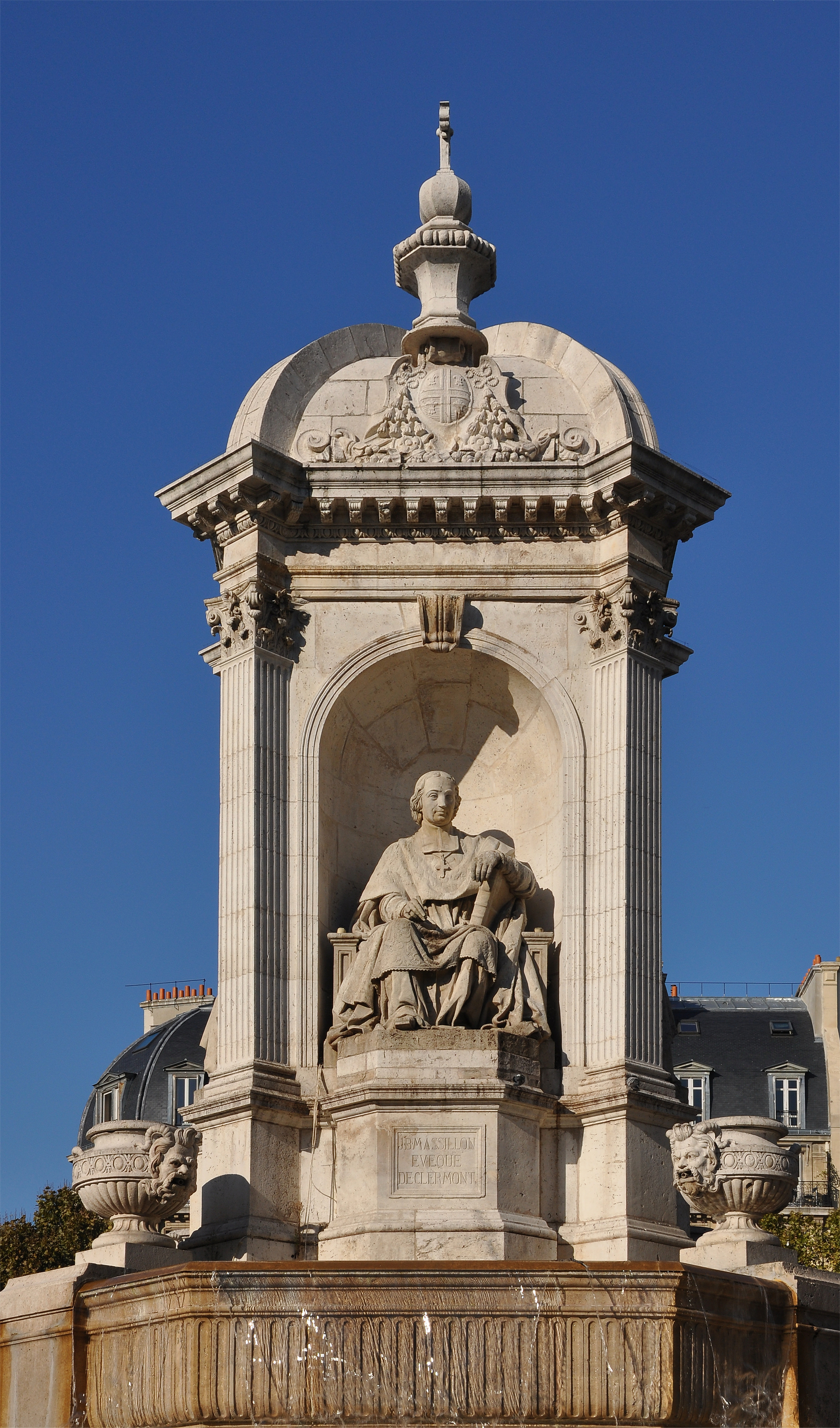
Massillon.